# اهورا ایمان
محمدرضا طغرل جردی با نام هنری اهورا ایمان، (زادهٔ ۱ خرداد ۱۳۵۳) شاعر و ترانه‌سرای ایرانی است.
ترانه‌های او توسط ابی، معین، سالار عقیلی، محمد اصفهانی، احسان خواجه امیری، علیرضا قربانی،  حمیدرضا حامی، مجید اخشابی، ناصر عبداللهی، مانی رهنما، رضا صادقی و همایون شجریان خوانده شده و با آهنگسازانی همچون بابک بیات، فریدون شهبازیان، علیرضا کهن دیری، آریا عظیمی نژاد و پدرام کشتکار همکاری داشته‌است.
میم مثل مادر، معصومیت از دست رفته، وفا، شکرانه، سام و نرگس و خاکستر و باد فیلم‌ها و سریال‌هایی هستند که ایمان ترانه‌سرایی برای تیتراژ آن‌ها را بر عهده داشته‌است.

## زندگی‌نامه
«اهورا ایمان» در ۱ خرداد ۱۳۵۳ در شهر بم به دنیا آمد. مقتضیات شغل پدر باعث شد که او همراه با خانواده به شهر بندرعباس برود و دوران کودکی خود را در آنجا سپری کند؛ اتفاقی که بعدها زمینهٔ سرایش ترانهٔ بوی شرجی را فراهم آورد.
هفت ساله بود که به شهر بم بازگشت و این بازگشت سرآغاز اقامتی بیست ساله بود. ایمان در دوران نوجوانی به موسیقی علاقه‌مند شد و نواختن نی، دف، تار و سه تار را فراگرفت و تحت تأثیر همشهری اش ایرج بسطامی مشغول به آموزش موسیقی به صورت خودآموز شد.
وی در سال ۱۳۷۱ وارد دانشگاه پیام نور بم شد و در سال ۱۳۷۵ در رشتهٔ ادبیات فارسی فارغ‌التحصیل شد و دو سال بعد به تهران مهاجرت کرد.
ایمان در سال ۱۳۸۰ با یکی از همشهریان خود ازدواج کرد که ثمرهٔ آن یک فرزند دختر و یک فرزند پسر است.

## زندگی حرفه‌ای
آشنایی اهورا ایمان با بابک بیات سرآغاز فعالیت حرفه‌ای او به عنوان ترانه‌سرا محسوب می‌شود. ترانهٔ دلم گرفت با صدای حمیدرضا حامی نخستین ترانهٔ حرفه‌ای ایمان بود که به آهنگ سازی بابک بیات و به عنوان ترانهٔ فیلم سام و نرگس ایرج قادری شکل گرفت. «سیاه و سفید»، «شب عشق»، «تموم شد ترانه»، «زنگی و رومی» ترانه‌های دیگری هستند که با همکاری ایمان و بیات به اجرا درآمد.
در سال‌های آغازین دههٔ ۱۳۸۰ با فریدون شهبازیان آشنا شد که پنج ترانهٔ مجموعهٔ باران عشق به کارگردانی احمد امینی و با صدای محمد اصفهانی و ترانهٔ تیتراژ سریال معصومیت از دست رفته به کارگردانی داوود میرباقری حاصل این همکاری اند.
در مراسم اختتامیهٔ جشنوارهٔ فجر اهورا ایمان به یاد شاعران درگذشته ترانهٔ «رفته‌های نرفته» را با صدای خودش اجرا کرد. متن این ترانه از امیرعلی سلیمانی است.

## زلزلهٔ بم
اهورا ایمان ترانهٔ «مرو ای دوست» را برای مصیبت زلزلهٔ بم سرود؛ او می‌گوید: «ضبط کار در یک شب اتفاق افتاد. «ماه رمضان بود و یک شب از افطار تا سحر در برج افق بیتوته کردیم تا محمد اصفهانی بخواند و کار را تمام کند که نشد. من آنجا جوان لاغراندامی را دیدم که ناظر ضبط بود و با وسواسی شدید بر وکال نظارت می‌کرد.» این جوان لاغراندام که چند قطعه ماندگار هم ساخته، کسی نبود جز علیرضا کهن دیری آهنگساز خوش‌نام امروز.»
ایمان دربارهٔ «مرو ای دوست» می‌گوید: «من کارهای غمگین متعددی داشتم که مورد توجه گستره عمومی قرار گرفتند؛ ترانه‌هایی مثل «دلم گرفت» (حامی)، «میم مثل مادر»، «معصومیت از دست رفته» (محمد اصفهانی)، «وفا» (عشق است و آتش و خون)، «پریدخت» (سالار عقیلی)، «تموم شد ترانه» (مانی رهنما) و… ولی «مرو ای دوست» در این میان تنها اثری است که به خاطر غم زیادش و خاطره همشهریان از دست رفته‌ام و کلاً زادگاهی که خاک شد و غبار شد و ایرج و برادرم که در سالگرد زلزله پر کشید و رفت نمی‌توانم به آن گوش بدهم و شدیداً مرا منقلب می‌کند.»
مرو ای دوست بهترین قطعهٔ سال ۸۴ و جز ۱۰۰ قطعهٔ هیت چهار دهه اخیر موسیقی ایران می‌باشد.

## آثار

### ترانه برای سریال‌ها و فیلم‌های تلویزیونی
- فیلم سینمایی «سام و نرگس»

کارگردان:ایرج قادری/خواننده:حمیدرضا حامی
- سریال «باران عشق»

کارگردان:احمد امینی/خواننده:محمد اصفهانی
- سریال «معصومیت از دست رفته»

کارگردان:داوود میر باقری/خواننده:محمد اصفهانی
- سریال «پریدخت»

کارگردان:سامان مقدم/خواننده:سالار عقیلی
- سریال «شکرانه»

کارگردان:سعید سلطانی/خواننده:محمد اصفهانی
- سریال «وفا»

کارگردان:محمدحسین لطیفی/خواننده:محمد اصفهانی
- فیلم «میم مثل مادر»

کارگردان:رسول ملاقلی پور/آهنگساز:آریا عظیمی نژاد
- سریال «دختری به نام آهو»

کارگردان:قدرت‌الله صلح میرزایی/خواننده:سالار عقیلی

#### ترک‌های موسیقی
| خواننده          | نام ترانه           | ترانه‌سرا    | آلبوم                            | آهنگساز                   | تنظیم            |
| ---------------- | ------------------- | ----------- | -------------------------------- | ------------------------- | ---------------- |
| محمد اصفهانی     | باران عشق           | اهورا ایمان | تیتراژ سریال باران عشق           | فریدون شهبازیان           | فریدون شهبازیان  |
| محمد اصفهانی     | دل ساده             | اهورا ایمان | تیتراژ سریال باران عشق           | فریدون شهبازیان           | فریدون شهبازیان  |
| محمد اصفهانی     | غم تو               | اهورا ایمان | تیتراژ سریال باران عشق           | فریدون شهبازیان           | فریدون شهبازیان  |
| محمد اصفهانی     | مسافر               | اهورا ایمان | تیتراژ سریال باران عشق           | فریدون شهبازیان           | فریدون شهبازیان  |
| محمد اصفهانی     | باور کن             | اهورا ایمان | تیتراژ سریال معصومیت از دست رفته | فریدون شهبازیان           | فریدون شهبازیان  |
| محمد اصفهانی     | مرو ای دوست         | اهورا ایمان | برکت                             | آریا عظیمی‌نژاد            | آریا عظیمی‌نژاد   |
| محمد اصفهانی     | یک راه، دو سرنوشت   | اهورا ایمان | تک آهنگ                          | علیرضا کهن دیری           | علیرضا کهن دیری  |
| محمد اصفهانی     | زیر هشت             | اهورا ایمان | تیتراژ سریال زیر هشت             | آریا عظیمی‌نژاد            | آریا عظیمی‌نژاد   |
| محمد اصفهانی     | تا ثریا             | اهورا ایمان | تیتراژ سریال تا ثریا             | آریا عظیمی‌نژاد            | آریا عظیمی‌نژاد   |
| محمد اصفهانی     | بی‌واژه              | اهورا ایمان | بی‌واژه                           | پدرام کشتکار              | پدرام کشتکار     |
| محمد اصفهانی     | باور نکن            | اهورا ایمان | بی‌واژه                           | علیرضا کهن دیری           | علیرضا کهن دیری  |
| محمد اصفهانی     | اگه باشی            | اهورا ایمان | بی‌واژه                           | تویجان نیازی              | تویجان نیازی     |
| محمد اصفهانی     | خورشید فردا         | اهورا ایمان | بی‌واژه                           | پدرام کشتکار              | پدرام کشتکار     |
| محمد اصفهانی     | زنده رود            | اهورا ایمان | تیتراژ برنامه زنده رود اصفهان    | پدرام کشتکار              | پدرام کشتکار     |
| سالار عقیلی      | پریدخت              | اهورا ایمان | تیتراژ سریال پریدخت              | آریا عظیمی‌نژاد            | آریا عظیمی‌نژاد   |
| سالار عقیلی      | دختری به‌نام آهو     | اهورا ایمان | تیتراژ سریال                     | ستار اورکی                | ستار اورکی       |
| حامی             | دو نیمهٔ رؤیا        | اهورا ایمان | تراک آلبوم                       | بامداد بیات               | بامداد بیات      |
| حامی             | دلم گرفت            | اهورا ایمان | تیتراژ فیلم                      | بابک بیات                 | بابک بیات        |
| حامی             | شب عشق              | اهورا ایمان | تراک آلبوم                       | بابک بیات                 | بامداد بیات      |
| حامی             | سیاه و سپید         | اهورا ایمان | تراک آلبوم                       | بابک بیات                 | بامداد بیات      |
| ناصر عبداللهی    | بهانه               | اهورا ایمان |                                  | ناصر عبداللهی             | ناصر عبداللهی    |
| ناصر عبداللهی    | بوی شرجی            | اهورا ایمان |                                  | ناصر عبداللهی             | ناصر عبداللهی    |
| ناصر عبداللهی    | ندیم اطلسیها        | اهورا ایمان |                                  | ناصر عبداللهی             | ناصر عبداللهی    |
| ناصر عبداللهی    | یکی از همین روزا    | اهورا ایمان |                                  | ناصر عبداللهی             | بهنام ابطحی      |
| ناصر عبداللهی    | صدای پا             | اهورا ایمان |                                  | ناصر عبداللهی             | بهنام ابطحی      |
| رضا آریایی       | ماه محال            | اهورا ایمان | آلبوم خط پا                      | رضا آریایی                | اتابک سهیلی      |
| رضا آریایی       | آب و آتش            | اهورا ایمان | آلبوم باغ جنون                   | رضا آریایی                | آرمان موسی پور   |
| رضا آریایی       | سراسیمه             | اهورا ایمان | آلبوم باغ جنون                   | رضا آریایی تورج شعبانخانی | حسین سالاری مقدم |
| مانی رهنما       | قهر                 | اهورا ایمان |                                  | بابک رهنما                | بابک رهنما       |
| مانی رهنما       | تموم شد ترانه       | اهورا ایمان |                                  | بابک بیات                 | داریوش تقی پور   |
| مانی رهنما       | زنگی و رومی         | اهورا ایمان |                                  | بابک بیات                 | داریوش تقی پور   |
| مانی رهنما       | ترانه خون           | اهورا ایمان |                                  | مهران خلیلی               | مهران خلیلی      |
| احسان خواجه‌امیری | خیال                | اهورا ایمان | سلام آخر                         | احسان خواجه‌امیری          | احسان خواجه‌امیری |
| احسان خواجه‌امیری | سلام آخر            | اهورا ایمان | سلام آخر                         | علیرضا کهن دیری           | علیرضا کهن دیری  |
| احسان خواجه‌امیری | سایه به سایه        | اهورا ایمان | سلام آخر                         | پدرام کشتکار              | پدرام کشتکار     |
| احسان خواجه‌امیری | باران که می‌بارد     | اهورا ایمان | سلام آخر                         | علیرضا کهن دیری           | علیرضا کهن دیری  |
| احسان خواجه‌امیری | زشت و زیبا          | اهورا ایمان | تک آهنگ                          | احسان خواجه‌امیری          | احسان خواجه‌امیری |
| احسان خواجه‌امیری | شب سرمه             | اهورا ایمان | منتشر نشده                       | علیرضا کهن دیری           | علیرضا کهن دیری  |
| ابی              | عاشقانه             | اهورا ایمان | حس تنهایی                        | بابک بیات                 | شهرام آذر        |
| معین             | وقتی تو با من نیستی | اهورا ایمان | طلوع                             | بابک بیات                 | بامداد بیات      |
| همایون شجریان    | خوب شد              | اهورا ایمان | ایران من                         | سهراب پورناظری            | غلامرضا صادقی    |
| همایون شجریان    | گریه کن             | اهورا ایمان | تیتراژ سریال جیران               | فردین خلعتبری             | فردین خلعتبری    |
| علیرضا قربانی    | لیلا                | اهورا ایمان |                                  | ستار اورکی                |                  |
| علیرضا قربانی    | عشق آسان ندارد      | اهورا ایمان |                                  | ستار اورکی                |                  |
| علیرضا قربانی    | عاشقانه نیست        | اهورا ایمان | آلبوم با من بخوان                | حسام ناصری                | حسام ناصری       |
| علیرضا افتخاری   | شور مستی            | اهورا ایمان |                                  | فریدون خشنود              | امیر فتحی        |
| پوریا اخواص      | در این آتش          | اهورا ایمان |                                  | پوریا اخواص               | سام لیندنباخ     |